# 煤山雀
煤山雀，學名Periparus ater，英文俗名Coal Tit，是一種棲息於針葉林的小型雀鳥，在溫帶至亞熱帶的古北界森林中廣泛分布，並且是常見的留鳥，包括分布於北非地區。斑翅山雀現今通常也被歸入此物種。

## 分類與系統學
這個物種首次由卡爾·林奈於1758年在他的里程碑著作《自然系統》第十版Systema Naturae中描述。林奈的主要參考文獻是他早期的《瑞典動物誌》（Fauna Svecica），其中繁瑣的前雙名法名稱Parus capite nigro: vertice albo, dorso cinereo, pectore albo（意為「黑頭、白頸、灰背、白胸的山雀」）被簡化為Parus ater，即「灰黑色山雀」。這個名稱取自舊的鳥類學書籍，最早可追溯到康拉德·格斯納1555年的《動物誌》。他並未指定模式產地，只提到「歐洲」，但原始描述提到的是棲息於瑞典的種群（因此現今被列入指名亞種）。 現今的屬名由古希臘語的peri與原有屬名Parus結合而來。種名ater在拉丁語中意為「暗黑色」。

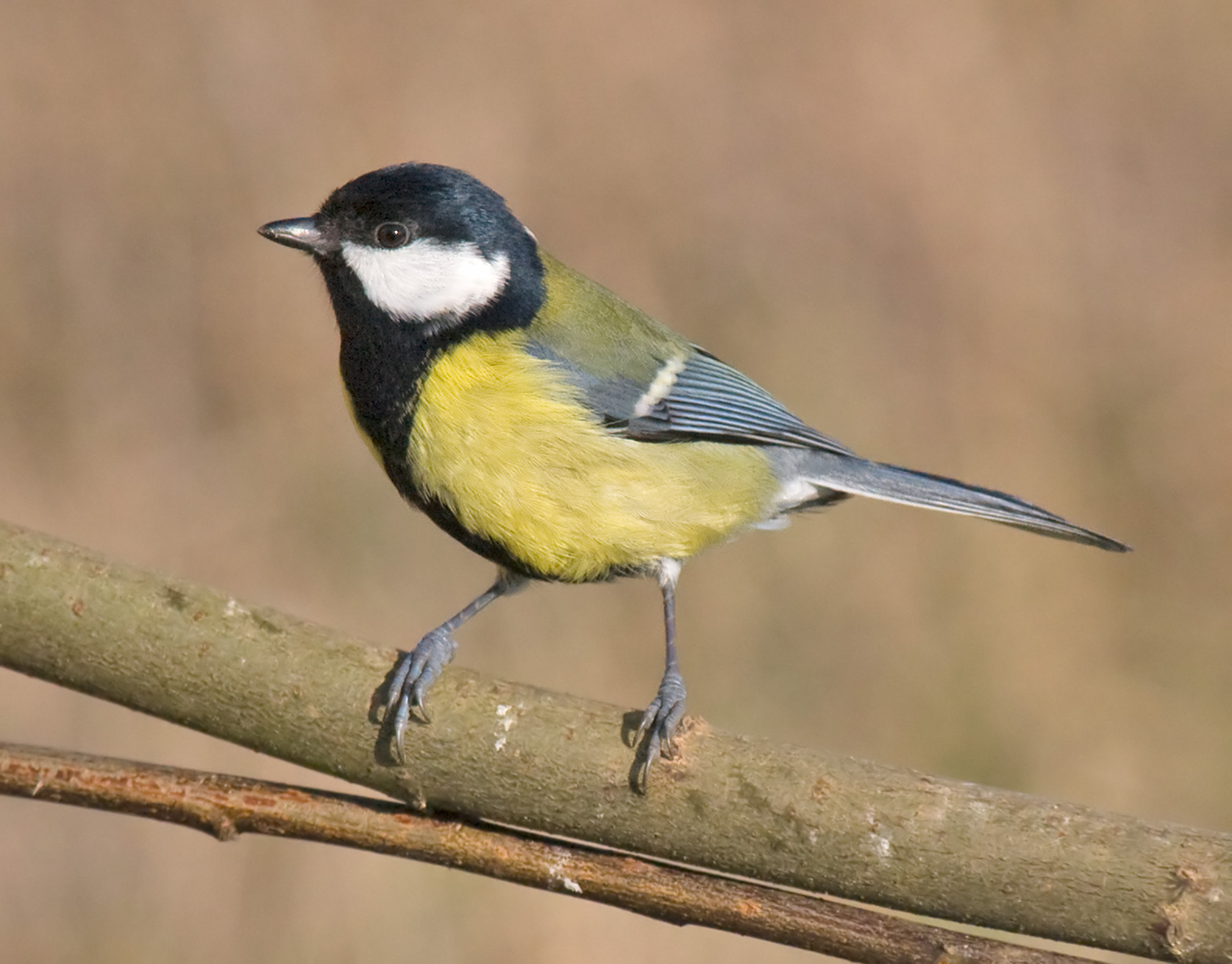
色彩繽紛的大山雀（Parus major ），翅膀上有醒目的條紋。在二名法之前，博物學家發現該物種和煤山雀的民間分類相當混亂。

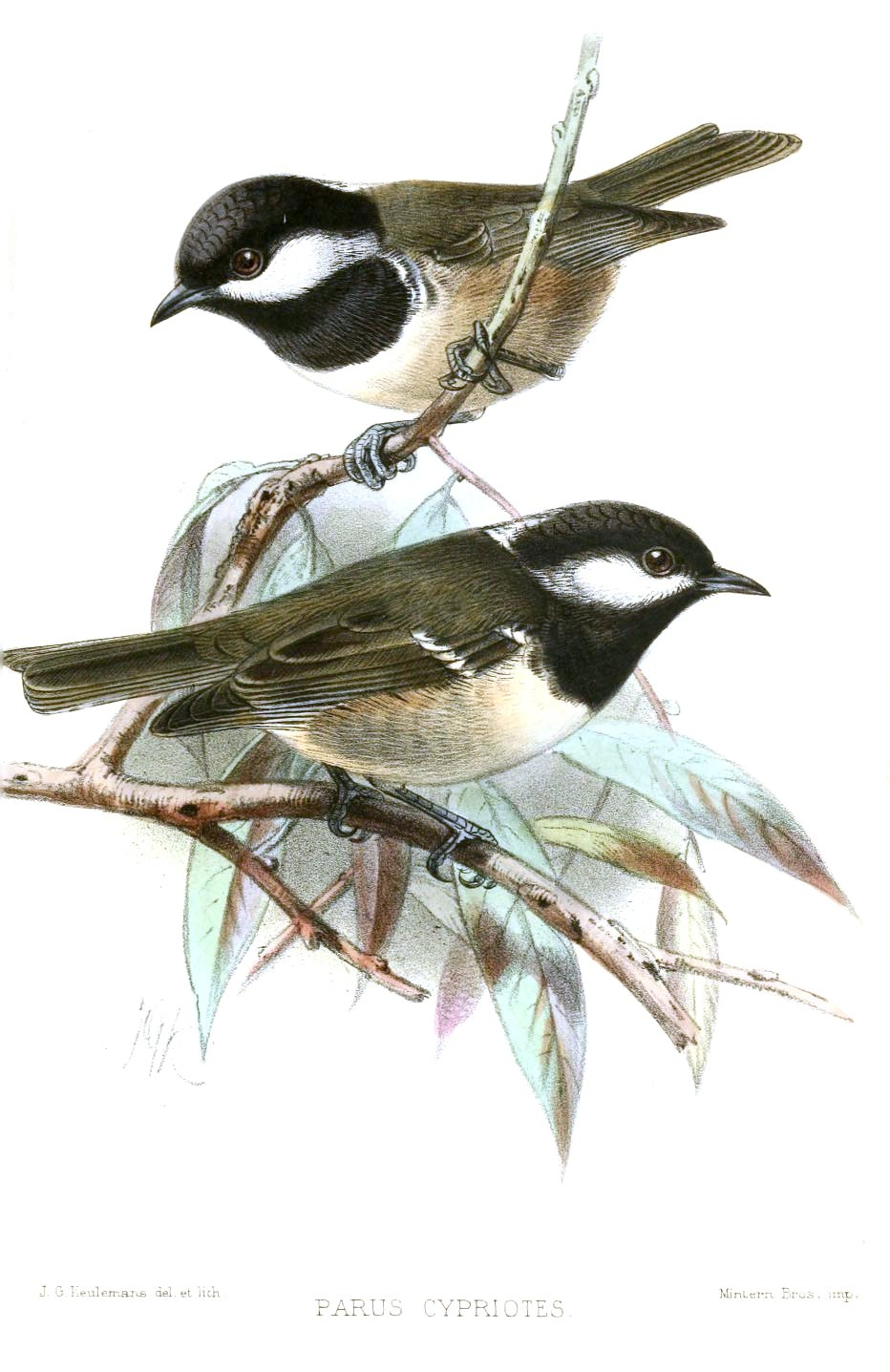
Parus ater cypriotes 約翰·傑勒德·柯爾曼斯繪製

此外，這些數據還顯示本物種在與其近親斑翅山雀（P. melanolophus）之間可能是並系群，該物種分布於南亞，看起來像是帶有稍微羽冠、顏色較深的P. ater。因此，斑翅山雀可能需要被納入P. ater，或者某些煤山雀可能被視為獨立物種。由於兩者之間偶有雜交記錄，僅依賴母系遺傳的線粒體DNA不足以確定雜交基因流或其他原因（如未完成譜系分化）是否掩蓋了實際的關係，或是否需要進行分類學重組。由於這些山雀的分布範圍環繞著喜馬拉雅山脈，在進一步研究之前，甚至不能排除它們構成環狀種的可能性——在尼泊爾發生基因流動，而在阿富汗則不發生——正如在該地區其他雀形目鳥類中所證實的那樣。

### 亞種
煤山雀有多個亞種，其中一些在顏色上的差異相當明顯，而體型上的差異則較為細微。來自亞洲的煤山雀遵循貝格曼法則，在較寒冷的地區體型較大；但來自西方地區的鳥類則不遵循此規則，例如位於地中海周圍高地的鳥比北歐的鳥體型更大。其尾長相對於體長的比例，從西南向東北的地域漸變呈現增長趨勢。
大不列顛的亞種P. a. britannicus，背部的棕灰色羽毛帶有橄欖色的色調，與歐洲大陸的指名亞種P. a. ater和P. a. abietum不同，後者背部為藍灰色，沒有綠色或棕色的色調。愛爾蘭的亞種P. a. hibernicus與britannicus的區別在於其臉頰、胸部和腹部為淡硫磺黃色。它的臀部也較淡（由於上尾覆羽的羽緣較淺色），喙比大不列顛和歐洲大陸的親屬更大。
北非的亞種P. a. ledouci下半身和臉頰為黃色，而塞浦路斯的P. a. cypriotes上半身帶有淡棕色調，下半身則為深棕黃色。亞洲的亞種通常為暗棕色，除了黑白相間的頭部外；其中包括高加索的P. a. michalowskii、伊朗的P. a. phaeonotus，以及分布於中國西南的喜馬拉雅煤山雀P. a. aemodius。

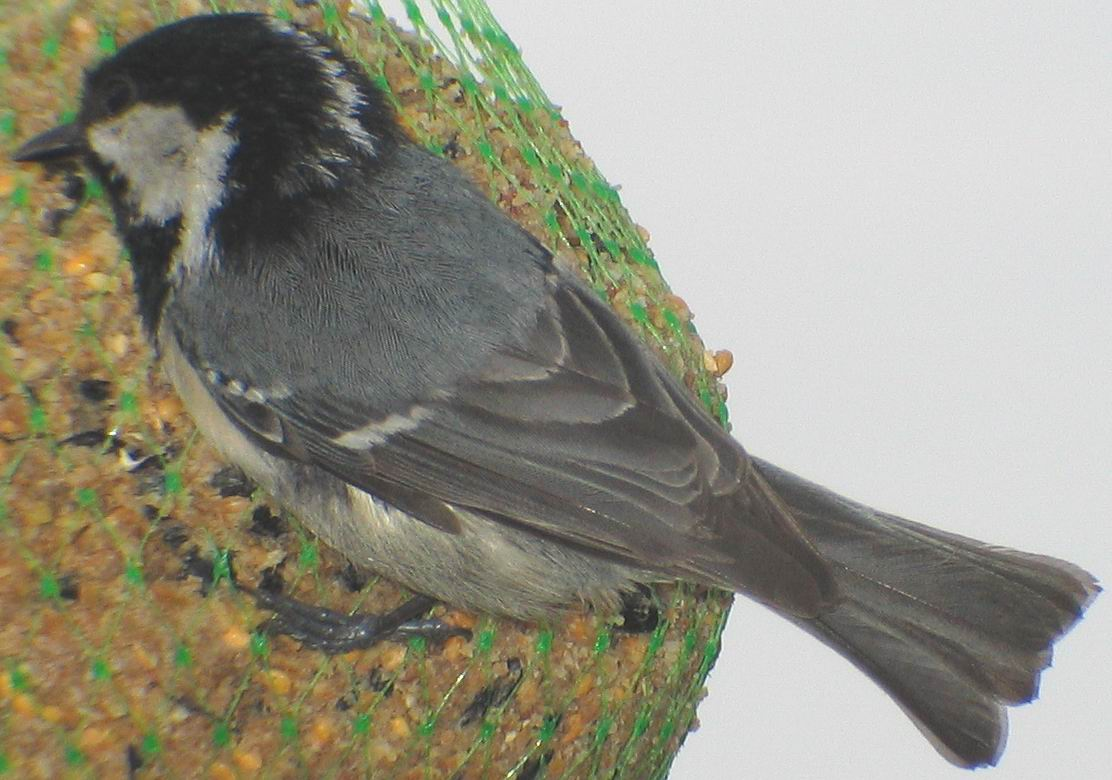
P. a. ater, 煤山雀成鳥 (注意藍灰色背面)
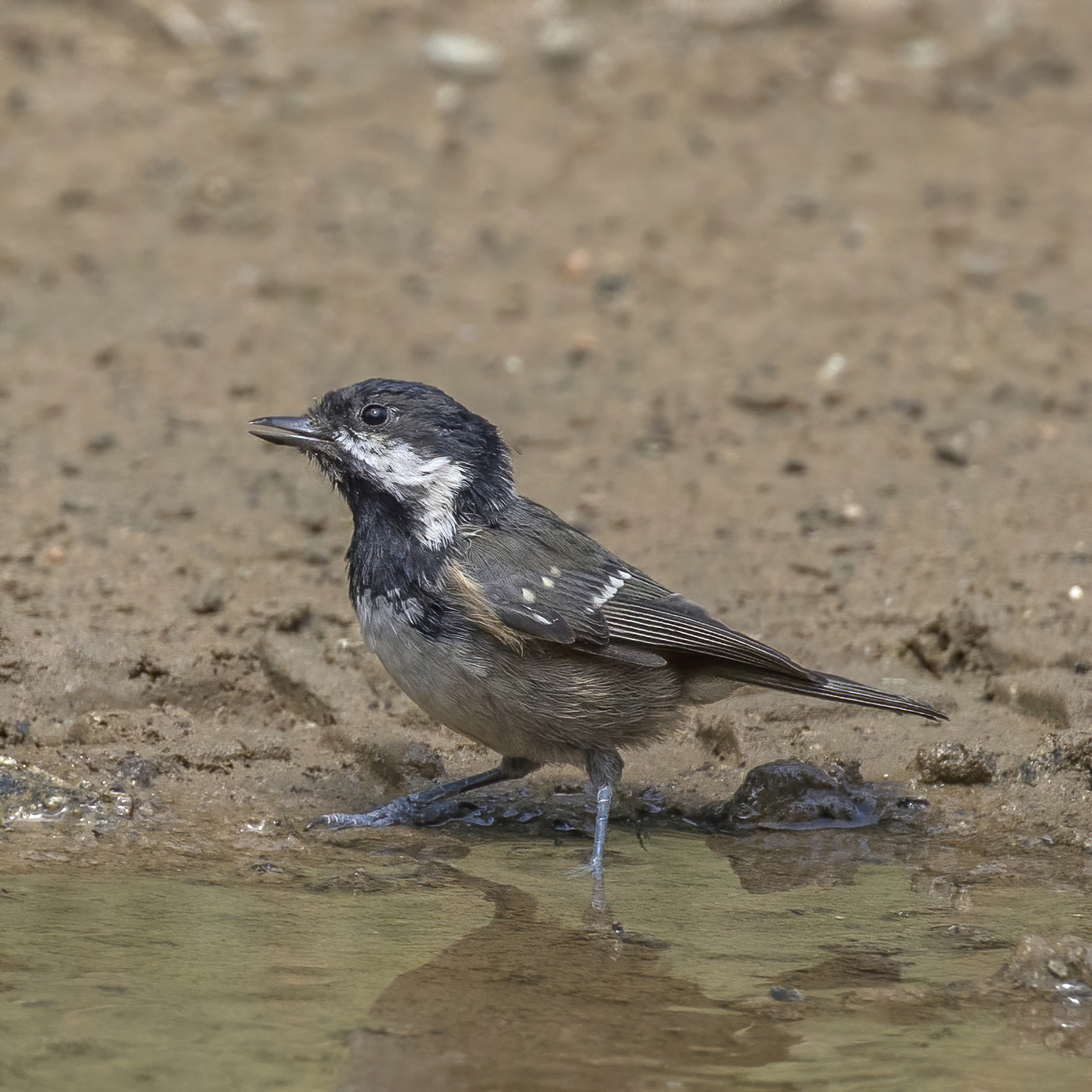
塞浦路斯煤山雀, P. a. cypriotes (注意淺黃色腹部)
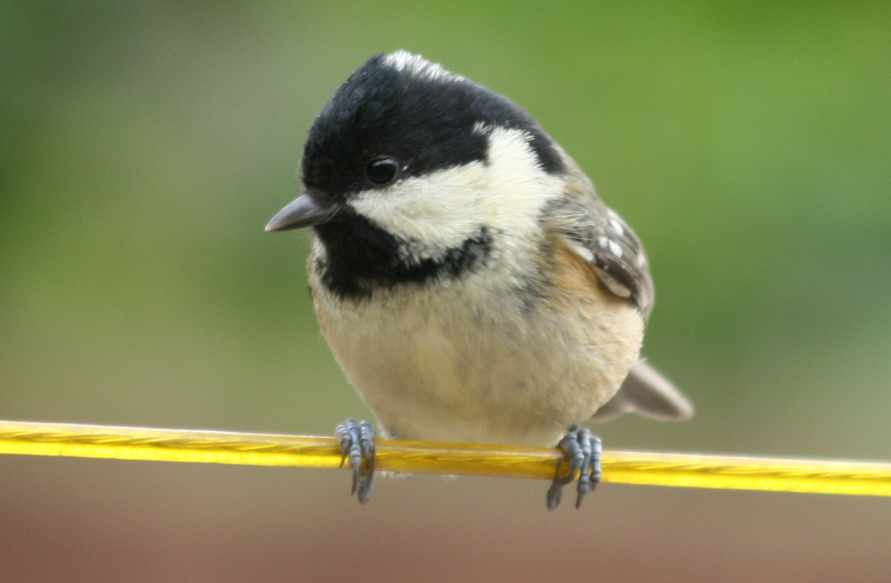
愛爾蘭煤山雀, P. a. hibernicus (注意發黃的臉頰和胸部)

## 描述
煤山雀體長10至11.5公分，特徵是在黑色的頭部上有一個顯眼的大白色後頸斑。成鳥的頭部、喉部和頸部為光亮的藍黑色，對比出臉部兩側的灰白或淡黃（取決於亞種），以及鮮白的後頸斑；翼覆羽的白色羽端形成了兩道翅斑。下半身為白色，向側腹逐漸過渡為黃褐色或紅褐色。喙為黑色，腿為鉛灰色，虹膜為深棕色。
幼鳥的羽色較成鳥黯淡，頭部黑色無光澤，後頸和臉頰的白色帶有淡黃色。
覓食時，煤山雀會通過不斷發出短促的dee或see-see聲音來保持群體聯絡。其「歌聲」——如果可以稱之為「歌聲」的話——是一種響亮的if-he, if-he, if-he聲音，最常見於一月至六月，也會在秋季出現。這種歌聲與大山雀的歌聲相似，但速度更快，音調也更高。 此歌聲的一個變體以尖銳的ichi聲結束。北非的鳥類也有類似於冠山雀（Lophophanes cristatus）的currr叫聲，而冠山雀並不分布於非洲。

## 行為與生態

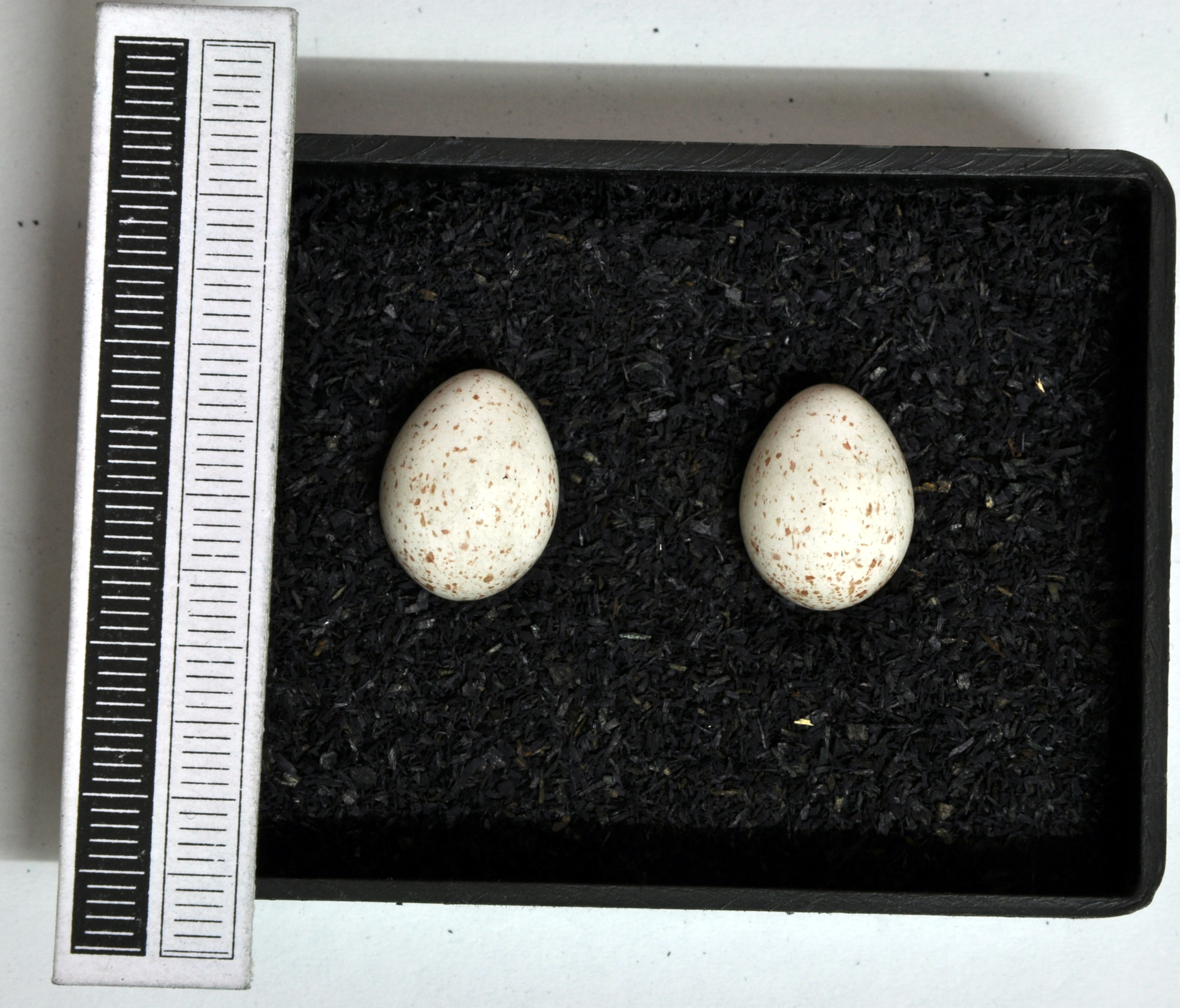
蛋, 收藏於威斯巴登博物館

煤山雀通常棲息於溫帶濕潤的針葉樹森林中，除此之外對棲地的要求不高。例如在不丹，煤山雀在海拔約3000至3800公尺的亞熱帶區域以上相當常見，牠們棲息於以不丹冷杉（Abies densa）或雲南鐵杉（Tsuga dumosa）及杜鵑花為主的森林中。
煤山雀是全年留鳥，幾乎不遷徙，只有西伯利亞的個體會有更規律的遷徙。極少數迷鳥會越過更長的距離，例如歐洲大陸的指名亞種曾在1960年於愛爾蘭記錄過一次，之前也有過一次記錄，但自那以後似乎不再出現。
冬季時，煤山雀會與其他山雀組成小群體。這個物種與其他山雀相似，擁有出色的攀爬技巧和不斷活動的特性，儘管牠更經常停在樹幹上，在跳動中類似於旋木雀（Certhia）。牠的食物與其他山雀相似，喜食山毛櫸種子，並從冷杉（Abies）和落葉松（Larix）的毬果中取出種子，並會與朱頂雀和黃雀一起在赤楊（Alnus）和樺木（Betula）上覓食。牠也會進入花園，進食各種提供的食物，尤其是向日葵種子。
在實驗室中，煤山雀傾向於在負能量預算時在變化的覓食點覓食。 在聽到棕色貓頭鷹的叫聲後，煤山雀會增加晚上的體重。 清晨後，煤山雀在食物供應速度較慢時，會盡快增加體重，體重指數呈指數增長，直到達到拐點，之後增長速度變慢。 當食物供應充足時，體重增長的拐點會延遲16.7%。 次級煤山雀在早晨比其他時段更容易被主導的個體排擠出覓食點，牠們的每日增重和清晨體重變化比主導煤山雀更大。 冬季時，煤山雀的紅血球含有更多的線粒體，這些線粒體消耗氧氣並產生熱量。
煤山雀普遍且廣泛分布，根據IUCN，牠們並不屬於瀕危物種。
煤山雀還有一個特殊紀錄，就是在一個巢中記錄了最多的鳥類跳蚤（Ceratophyllus gallinae），總計有5754隻跳蚤。

## 繁殖
煤山雀最喜歡的築巢地點是腐朽的樹樁上的洞穴，通常位置較低，巢築於洞穴深處；牠們也會使用地洞、鼠或兔子的洞穴、牆縫中的裂縫、喜鵲（Pica）或其他大型鳥類的舊巢，甚至是松鼠的巢。築築巢材料料包括苔蘚、毛髮和草，內襯以兔毛或羽毛。每年通常只繁殖一次，5月時會產下7至11顆帶有紅斑的白色卵。

## 圖庫

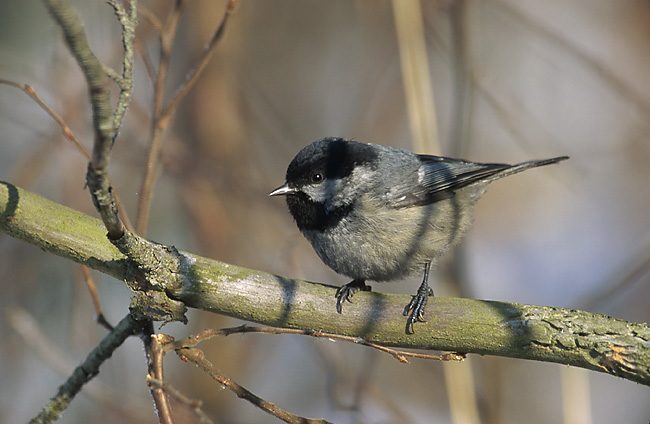
煤山雀
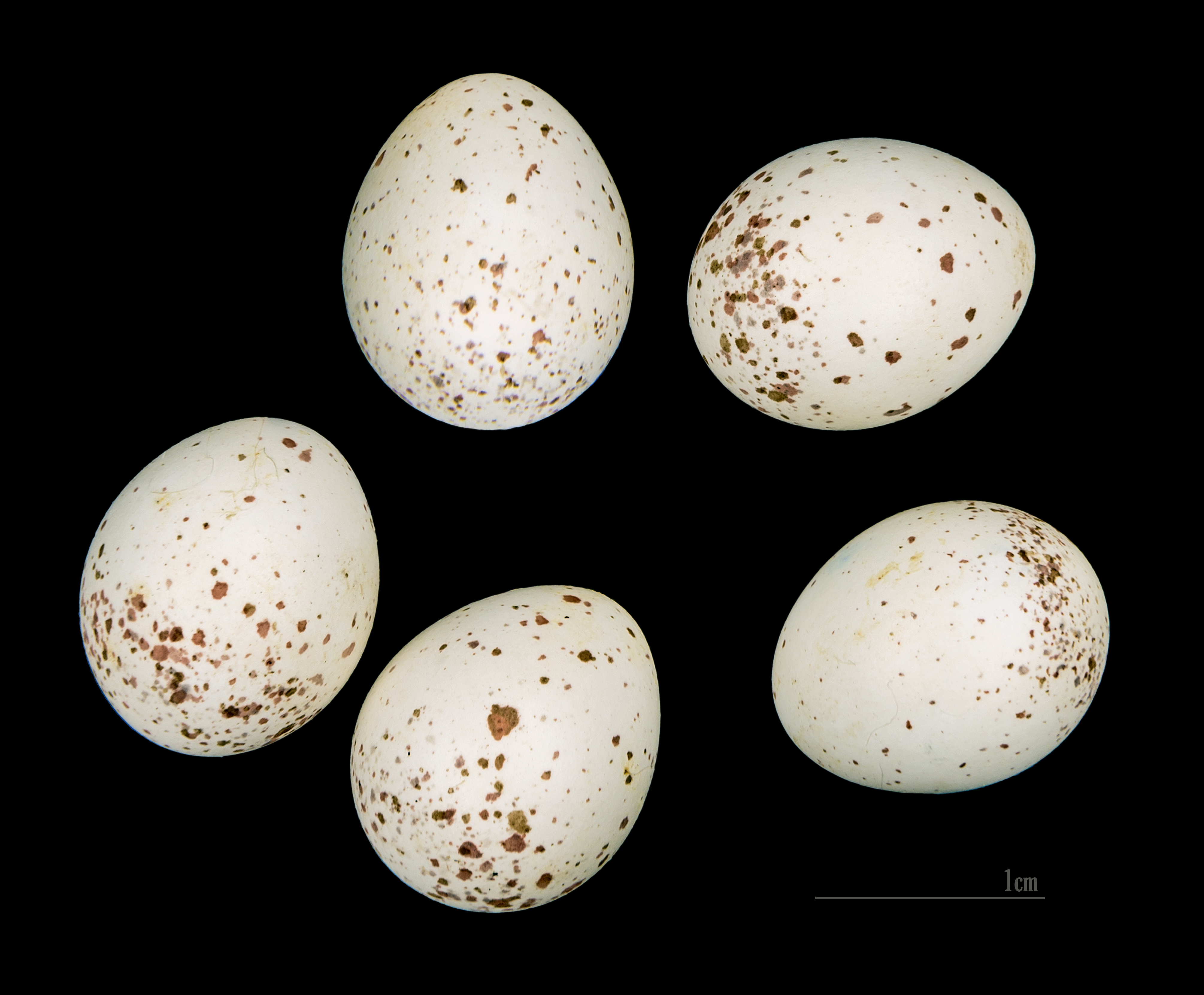
Periparus ater

## 外部連結
- 煤山雀的图片 （页面存档备份，存于）